# Coryphaenoides thelestomus
Coryphaenoides thelestomus és una espècie de peix de la família dels macrúrids i de l'ordre dels gadiformes.

## Morfologia
- Els mascles poden assolir 65 cm de llargària total.[4][5]

## Hàbitat
És un peix bentopelàgic i marí d'aigües subtropicals.

## Distribució geogràfica
Es troba a l'Arxipèlag de Madeira i a les Illes Canàries.